# Senne Knaven
Senne Knaven (26 januari 2003) is een voormalig Belgisch-Nederlands wielrenster. Knaven was gespecialiseerd in wegwielrennen.

## Carrière
Knaven begon met wielrennen bij wielerploeg van haar ouders. Aanvankelijk was ze actief in zowel het wegwielrennen als het veldrijden. In 2019 debuteerde Knaven in de junioren selectie voor het EK-veldrijden. Knaven werd lid van de toenmalige wielerploeg AG Insurance-NXTG U23-team. 
In 2022 debuteerde Knaven in de wielerronde Parijs-Roubaix. Knaven raakte in april 2023 betrokken bij een zwaar ongeval in het Brabantse Chaam. Een maand later keerde ze terug op de fiets. In september 2023 besluit Knaven om te stoppen met professioneel wielrennen. Het ongeluk deed Knaven inzien dat er meer in de wereld is dan wielrennen.

## Privé
Senne Knaven is de dochter van voormalige wielrenners Servais Knaven en  Natascha den Ouden, oprichter en manager van de wielerploeg AG Insurance-Soudal. Haar zus Britt Knaven was eveneens wielrenster. Haar jongere zussen Mirre Knaven en Fee Knaven maken onderdeel uit van de wielerploeg van haar ouders. In tegenstelling tot Mirre en Fee bezitten Senne en Britt de Belgische nationaliteit.

## Ploegen
- 2021 –  NXTG Racing (stagiair)
- 2022 –  AG Insurance NXTG
- 2023 –  AG Insurance-NXTG U23